# Muisje Pierieliepiepielo
Muisje Pierieliepiepielo is een Nederlands poppenkastpersonage, gecreëerd door Jeroen de Leijer en Frans van der Meer.
Muisje Pierieliepiepielo was in 2001 voor het eerst te zien in het populaire programma Zap! op Omroep Brabant. Landelijk werd muisje Pierieliepiepielo bekend als onderdeel van het Villa Achterwerk-programma de Eefje Wentelteefje TV Show. Eefje Wentelteefje heeft een eigen televisiestation en muisje Pierieliepiepielo is een van de programma's die op deze zender (EWTV) wordt uitgezonden. 
Van september tot en met december 2006 was muisje Pierieliepiepielo ook te zien op Omroep Brabant met de grote Muisje Pierieliepiepielo Quiz in het cultureel programma Walhalla, gepresenteerd door 'Eefje Wentelteefje' en 'Ferry van de Zaande'. 

## Personages
De personages in de serie worden gekenmerkt door hun lange namen. Lijst van personages:
- Muisje Pierieliepiepielo
- Muisje Poereliepoepielie
- Egeltje Fapfoepfieppiepknor
- Eendje Kwakkelekwakkelekwak
- Eekhoorntje Fliflafloflapperierario
- Lammetje Lililililili
- Kikkertje Ribidibadibongo
- Kikkertje Ribidibadibang
- Hondje Waffelieblaffelie
- Slakje Slieksloekwakkie
- Ratje Retteketetteketet
- Schildpadje Stoffelieboffelie
- Uiltje Oerelieboerelie
- Poesje Minimanimalimo
- Kwartel Kwarteliebartelie
- Wasbeertje Slabberdeslapflap
- Haasje Huppeldepuppeldepup
- Varkentje Knorrelieborrelie